# 同态加密
同态加密（英語：Homomorphic encryption）是一种加密形式，它允许人们对密文进行特定形式的代数运算得到仍然是加密的结果，将其解密所得到的结果与对明文进行同样的运算结果一样。换言之，这项技术令人们可以在加密的数据中进行诸如检索、比较等操作，得出正确的结果，而在整个处理过程中无需对数据进行解密。其意义在于，真正从根本上解决将数据及其操作委托给第三方时的保密问题，例如对于各种云计算的应用。
这一直是密码学领域的一个重要课题，以往人们只找到一些部分实现这种操作的方法。而2009年9月克雷格·金特里的论文从数学上提出了“全同态加密”（英語：Fully homomorphic encryption）的可行方法，即可以在不解密的条件下对加密数据进行任何可以在明文上进行的运算，使这项技术取得了决定性的突破。人们正在此基础上研究更完善的实用技术，这对信息技术产业具有重大价值。